# Huntleigh
Huntleigh és una població dels Estats Units a l'estat de Missouri. Segons el cens del 2000 tenia 323 habitants.

## Demografia
Segons el cens del 2000, Huntleigh tenia 323 habitants, 122 habitatges, i 103 famílies. La densitat de població era de 124,7 habitants per km².
Dels 122 habitatges en un 26,2% hi vivien nens de menys de 18 anys, en un 78,7% hi vivien parelles casades, en un 3,3% dones solteres, i en un 14,8% no eren unitats familiars. En el 14,8% dels habitatges hi vivien persones soles el 9,8% de les quals corresponia a persones de 65 anys o més que vivien soles. El nombre mitjà de persones vivint en cada habitatge era de 2,65 i el nombre mitjà de persones que vivien en cada família era de 2,88.
Per edats la població es repartia de la següent manera: un 22,3% tenia menys de 18 anys, un 4,3% entre 18 i 24, un 17% entre 25 i 44, un 28,5% de 45 a 60 i un 27,9% 65 anys o més.
L'edat mediana era de 49 anys. Per cada 100 dones de 18 o més anys hi havia 96,1 homes.
Entorn del 2,2% de les famílies i l'1,3% de la població estaven per davall del llindar de pobresa.

## Poblacions més properes
El següent diagrama mostra les poblacions més properes.